# Poustka (Karlovy Vary)
Poustka é uma comuna checa localizada na região de Karlovy Vary, distrito de Cheb‎.